# 蔡揚名
蔡揚名（1939年—），台灣影視演員、導演，曾用藝名陽明、歐陽俊，雲林北港人，導演蔡岳勳的父親。
1963年當兵退伍，隨林福地導演進入電影界，做台語電影場記、演員。1969年執導其第1部電影《淚的小花》（台語電影），1973年執導其第1部國語電影《乞丐與千金》（《方世玉》），被張徹導演賞識，成為邵氏合約導演，到英屬香港與張徹合作執導國語片《警察》（唐佳、劉家良武術指導）。
邵氏合約關係，離開邵氏后改用歐陽俊名字執導，1980年代后的《天生寶一對》（吳宇森監製）等片恢復用原名。
吳敦曾在他身邊學電影製片，侯孝賢、朱延平做過他的場記、成龍當過他的武術指導、曾志偉當過他的武行當過場記、李屏賓曾是他的攝影師、吳念真是他的編劇且合作多年。
他是蔡岳勳執導的《痞子英雄》等台灣電視劇的監製。
2021年獲得第58屆金馬獎終身成就獎。

## 執導作品
- 《思相枝》 編劇兼副導演
- 《女性的復仇》 導演
- 《錯誤的第一步》 導演
- 《凌晨六點槍聲》導演
- 《慈悲的滋味》導演
- 《望海的母親》導演
- 《芳草碧連天》導演
- 《俠盜正傳廖添丁》導演
- 《三傻闖世界》導演
- 《小丑》出品人 歐陽俊 導演
- 《九龍城風波》導演
- 《殺戒》導演
- 《脂粉奇兵》導演
- 《慧眼識英雄》導演
- 《大地飛鷹》導演
- 《絕代公主》導演
- 《南海血淚》導演
- 《快樂英雄》導演
- 《雙龍谷》導演
- 《方世玉大破梅花樁》導演
- 《阿呆》導演
- 《大頭仔》導演
- 《方世玉大打擂台》導演
- 《校樹青青》導演
- 《孩子王》導演
- 《兄弟珍重》導演
- 《新阿里巴巴》導演 陳俊良 導演
- 《天生寶ㄧ對》導演

## 演出作品

### 電影[2]
- 1986 《箭瑛大橋》
- 1985 《孤戀花》
- 1972 《傳宗接代》
- 1971 《婚夜秘密》
- 1970 《妙賊》
- 1970 《豔諜小牡丹》
- 1970 《斷腸紅》
- 1970 《女大十八變》
- 1970 《少女的祕聞》
- 1970 《母親與我》
- 1969 《丈夫與生育》
- 1969 《淚的小花》
- 1969 《洞房花燭夜》
- 1969 《浪子心》
- 1969 《燒肉粽》
- 1969 《處女寶鑑》
- 1969 《傷心的人》
- 1969 《媽媽妳在何方》
- 1969 《暗光鳥》
- 1969 《酒醉誤江山》
- 1968 《心酸的人》
- 1968 《難忘負心人》
- 1968 《秋霜女人心》
- 1968 《男人的眼淚》
- 1968 《春宵一刻值千金》
- 1968 《藝妲女》
- 1968 《危險的十七歲》
- 1968 《嘴笑目笑》
- 1968 《歹竹出好筍》
- 1968 《夕陽西下》
- 1968 《天無絕人之路》
- 1968 《小情人逃亡》
- 1968 《少女的秘密》
- 1968 《女俠梅姑》
- 1968 《永遠愛著你》
- 1968 《為著錢走天涯》
- 1967 《明日的期望》
- 1967 《海女美人魚》
- 1967 《夢的人生》
- 1967 《搖籃橋情淚》
- 1967 《情天玉女恨》
- 1967 《相逢在橋邊》
- 1967 《三聲無奈》
- 1967 《千面夜叉》
- 1967 《女的歸宿》
- 1967 《我的丈夫是誰》
- 1967 《普士遍》
- 1967 《暗淡的月》
- 1967 《颱風雨彼日》
- 1967 《愛你到死》
- 1967 《女醉俠》
- 1966 《大色藝妲》（天字第一號第五集）
- 1966 《黑鑽石》
- 1966 《悲戀關子嶺》
- 1966 《女○○七》
- 1966 《無緣的人》
- 1966 《小浪子》
- 1966 《梅花女鏢客》
- 1966 《情海斷腸人》
- 1966 《海女紅短褲》
- 1966 《黃昏的太陽》
- 1966 《浪子嘆》
- 1966 《悲哀的列車》
- 1966 《恐怖七號街》
- 1966 《黑美人》
- 1966 《風颱雨》
- 1966 《惜別信號燈》
- 1965 《心愛彼個人》
- 1965 《故鄉的人》
- 1965 《鐵樹開花》
- 1965 《哀愁的火車站》
- 1965 《悲戀公路》
- 1965 《悲情鴛鴦夢》
- 1965 《澎湖嫂尋夫》
- 1965 《相思河畔》
- 1965 《故鄉聯絡船》
- 1965 《難忘街路燈》
- 1965 《海上的男兒》
- 1965 《等君心酸酸》
- 1965 《棺材船》
- 1965 《夜光雙飛俠》（上、下）
- 1965 《浪子回頭》
- 1965 《雙面情人》
- 1965 《愛情二重奏》
- 1965 《黃昏城》
- 1965 《黃昏故鄉》
- 1964 《女通緝犯》
- 1964 《桃花泣血記》
- 1964 《寶島夜船》
- 1964 《鹽田區長》
- 1964 《明日的希望》
- 1964 《少女的祈禱》
- 1964 《悲情城市》
- 1964 《難忘橋邊》
- 1964 《送君出帆》
- 1964 《藝妲嫁乞丐》
- 1964 《請君保重》
- 1964 《求妳原諒》
- 1963 《天邊海角》
- 1963 《我的命運》
- 1963 《金色夜叉》
- 1963 《世間人》

## 獲獎

### 金馬獎
| 年份   | 頒獎典禮     | 獎項名稱   | 結果 |
| ------ | ------------ | ---------- | ---- |
| 2021年 | 第58屆金馬獎 | 終身成就獎 | 獲獎 |

## 外部連結
- 蔡揚名在互联网电影资料库（IMDb）上的資料（英文）
- 蔡揚名在香港影庫上的簡介
- 蔡揚名在豆瓣上的资料（简体中文）
- 蔡揚名在时光网上的簡介（简体中文）
- 蔡揚名在台灣電影網上的資料（繁體中文）
- 華文影史庫 蔡揚名 簡介 （页面存档备份，存于）